# City of Playford Tennis International 2023 - Doppio maschile
Il doppio maschile del torneo di tennis professionistico City of Playford Tennis International 2023, facente parte della categoria Challenger 75 nell'ambito dell'ATP Challenger Tour 2023, si è giocato dal 23 al 29 ottobre nella Città di Playford, in Australia.
Jeremy Beale e Calum Puttergill erano i detentori del titolo ma solo Puttergill ha difeso il titolo in coppia con Ajeet Rai ma sono stati eliminati al primo turno da Matthew Romios e Dane Sweeny.
In finale Ryan Seggerman e Patrik Trhac hanno sconfitto Blake Ellis e Tristan Schoolkate con il punteggio di 6–3, 7–6(3).

## Teste di serie
1. Piotr Matuszewski /  Kai Wehnelt (semifinale)
2. Rinky Hijikata /  Mac Kiger (primo turno)

1. Ruben Gonzales /  Nam Ji-sung (primo turno)
2. Blake Ellis /  Tristan Schoolkate (finale)

## Wildcard
1. Jayden Court /  Zaharije-Zak Talic (primo turno)

## Alternate
1. Yuichiro Inui /  Yin Bang-shuo (primo turno)

## Tabellone

### Legenda
| - Q = Qualificato - WC = Wild card - LL = Lucky loser | - ALT = Alternate - SE = Special Exempt - PR = Protected Ranking | - w/o = Walkover - r = Ritirato - d = Squalificato |

|  | Primo turno | Primo turno             | Primo turno             | Primo turno | Primo turno |  |  | Quarti di finale | Quarti di finale        | Quarti di finale        | Quarti di finale     | Quarti di finale     |   |   | Semifinali | Semifinali                     | Semifinali                     | Semifinali                  | Semifinali                  |   |   | Finale | Finale | Finale | Finale | Finale |  |
|  |             |                         |                         |             |             |  |  |                  |                         |                         |                      |                      |   |   |            |                                |                                |                             |                             |   |   |        |        |        |        |        |  |
|  | 1           | P Matuszewski K Wehnelt | P Matuszewski K Wehnelt | 6           | 6           |  |  |                  |                         |                         |                      |                      |   |   |            |                                |                                |                             |                             |   |   |        |        |        |        |        |  |
|  |             | J Bradshaw M Hulme      | J Bradshaw M Hulme      | 4           | 4           |  |  | 1                | P Matuszewski K Wehnelt | P Matuszewski K Wehnelt | 6                    | 7                    |   |   |            |                                |                                |                             |                             |   |   |        |        |        |        |        |  |
|  |             | O Jasika H Moriya       | 65                      | 6           | [8]         |  |  |                  | B Bayldon K Pearson     | B Bayldon K Pearson     | 2                    | 63                   |   |   |            |                                |                                |                             |                             |   |   |        |        |        |        |        |  |
|  |             | B Bayldon K Pearson     | 7                       | 3           | [10]        |  |  |                  |                         |                         |                      |                      |   |   | 1          | P Matuszewski K Wehnelt        | P Matuszewski K Wehnelt        | 3                           | 4                           |   |   |        |        |        |        |        |  |
|  | 4           | B Ellis T Schoolkate    | B Ellis T Schoolkate    | 7           | 6           |  |  |                  |                         | 4                       | B Ellis T Schoolkate | B Ellis T Schoolkate | 6 | 6 |            |                                |                                |                             |                             |   |   |        |        |        |        |        |  |
|  |             | M Bouzige B Mott        | M Bouzige B Mott        | 6           | 4           |  |  | 4                | B Ellis T Schoolkate    | 3                       | 7                    | [10]                 |   |   |            |                                |                                |                             |                             |   |   |        |        |        |        |        |  |
|  |             | MC Romios D Sweeny      | MC Romios D Sweeny      | 6           | 7           |  |  |                  | MC Romios D Sweeny      | 6                       | 62                   | [7]                  |   |   |            |                                |                                |                             |                             |   |   |        |        |        |        |        |  |
|  |             | C Puttergill A Rai      | C Puttergill A Rai      | 4           | 62          |  |  |                  |                         |                         |                      |                      |   |   | 4          | Blake Ellis Tristan Schoolkate | Blake Ellis Tristan Schoolkate | 3                           | 63                          |   |   |        |        |        |        |        |  |
|  |             | R Noguchi A Weber       | R Noguchi A Weber       | 6           | 6           |  |  |                  |                         |                         |                      |                      |   |   |            |                                |                                | Ryan Seggerman Patrik Trhac | Ryan Seggerman Patrik Trhac | 6 | 7 |        |        |        |        |        |  |
|  | WC          | J Court Z-Z Talic       | J Court Z-Z Talic       | 4           | 3           |  |  |                  | R Noguchi A Weber       | 7                       | 65                   | [10]                 |   |   |            |                                |                                |                             |                             |   |   |        |        |        |        |        |  |
|  |             | S-c Hong NH Lý          | S-c Hong NH Lý          | 6           | 6           |  |  |                  | S-c Hong NH Lý          | 65                      | 7                    | [7]                  |   |   |            |                                |                                |                             |                             |   |   |        |        |        |        |        |  |
|  | 3           | R Gonzales J-s Nam      | R Gonzales J-s Nam      | 2           | 2           |  |  |                  |                         |                         |                      |                      |   |   |            | R Noguchi A Weber              | R Noguchi A Weber              | 3                           | 3                           |   |   |        |        |        |        |        |  |
|  |             | K Uchida Y Uchiyama     | K Uchida Y Uchiyama     | 6           | 7           |  |  |                  |                         |                         | R Seggerman P Trhac  | R Seggerman P Trhac  | 6 | 6 |            |                                |                                |                             |                             |   |   |        |        |        |        |        |  |
|  | Alt         | Y Inui B-s Yin          | Y Inui B-s Yin          | 4           | 63          |  |  |                  | K Uchida Y Uchiyama     | K Uchida Y Uchiyama     | K Uchida Y Uchiyama  |                      |   |   |            |                                |                                |                             |                             |   |   |        |        |        |        |        |  |
|  |             | R Seggerman P Trhac     | 2                       | 6           | [10]        |  |  |                  | R Seggerman P Trhac     | R Seggerman P Trhac     | R Seggerman P Trhac  | w/o                  |   |   |            |                                |                                |                             |                             |   |   |        |        |        |        |        |  |
|  | 2           | R Hijikata M Kiger      | 6                       | 0           | [5]         |  |  |                  |                         |                         |                      |                      |   |   |            |                                |                                |                             |                             |   |   |        |        |        |        |        |  |